# Orden „Held der Neuen Landwirtschaftlichen Revolution“

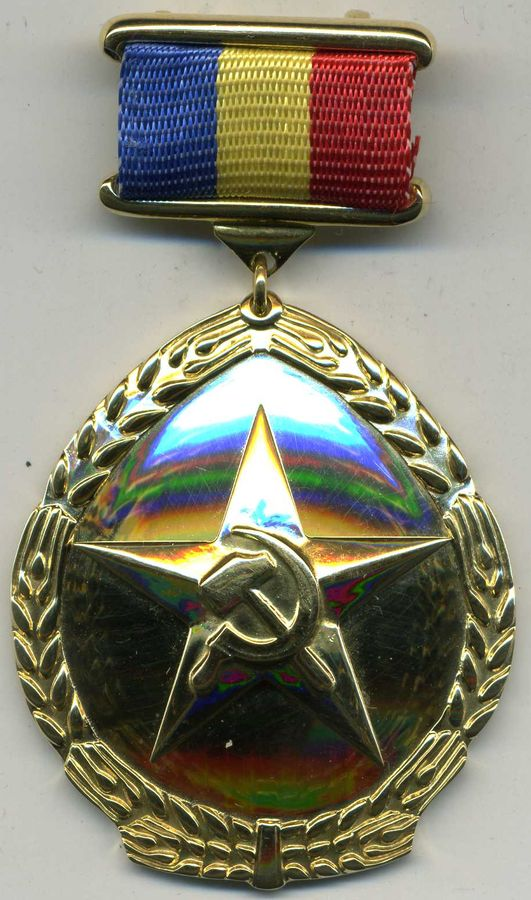
Foto des Ordens

Der Orden „Held der Neuen Landwirtschaftlichen Revolution“ (rumänisch Ordinul "Erou al noii revolutii agrare") war eine staatliche Auszeichnung der Sozialistischen Republik Rumänien. Die Stiftung erfolgte am 15. Oktober 1986 per Dekret Nr. 326 des Staatsrates (Consiliul de stat). Die Veröffentlichung der Statuten erfolgte am selben Tag im rumänischen Staatsanzeiger (Buletinul oficial) Nr. 58. Der Orden in einer Klasse wurde nicht an Einzelpersonen verliehen, sondern an landwirtschaftliche Produktionsgenossenschaften und Kollektive. Verleihungsvoraussetzung war das Erreichen der Planerntemenge pro Hektar einer vorher festgelegten Nutzpflanzenart wie Weizen, Gerste oder Mais.

## Aussehen und Trageweise
Der hochovale Orden in Form eines Tropfens ist vergoldet und zeigt in seiner Mitte einen fünfstrahligen Stern mit Hammer und Sichel, die erhaben geprägt sind. Umrahmt wird das Ordenszeichen von Getreideähren. Die Rückseite ist glatt und poliert gehalten. Getragen wurde der Orden an einem Moiréband in den rumänischen Landesfarben.